# Un Anglais sous les tropiques (film, 1994)
Pour les articles homonymes, voir Un Anglais sous les tropiques et A Good Man.
Pour plus de détails, voir Fiche technique et Distribution.
Un Anglais sous les tropiques (A Good Man in Africa) est un film réalisé par Bruce Beresford en 1994, d'après le roman éponyme de William Boyd publié en 1981.

## Synopsis
Sam Adekunle va devenir président, mais le Dr Murray s'y oppose. Pour s'en débarrasser, Adekunle va se servir d'un jeune diplomate menant grand train, Morgan Leafy, qu'il surprend à courtiser sa propre épouse : il passera l'éponge si ce dernier parvient à corrompre le Dr Murray.

## Fiche technique
- Scénario : William Boyd, d'après son propre roman
- Producteur : Jane Barclay et William Boyd
- Sociétés de production : Polar Entertainment et Capitol Films
- Distribution : Gramercy Pictures (international), CTV International (France)
- Musique : John Du Prez
- Photographie : Andrzej Bartkowiak
- Montage : Jim Clark
- Décors : Herbert Pinter
- Costumes : Rosemary Burrows
- Pays de production :  Afrique du Sud /  États-Unis
- Langue : anglais
- Format : Technicolor - 1.85:1 - Son Dolby - 35 mm
- Genre : comédie
- Durée : 94 minutes
- Dates de sortie : 
  - États-Unis : 1994
  - France : 3 mai 1995[1]
- Classification : USA : R

## Distribution
- Colin Friels  (VF : Bernard Alane)  : Morgan Leafy, le premier secrétaire d'Arthur Fanshawe
- Sean Connery  (VF : Léon Dony)  : Le Dr Alex Murray
- John Lithgow  (VF : Michel Roux)  : Arthur Fanshawe, le haut-commissaire britannique
- Diana Rigg : Chloe Fanshawe
- Louis Gossett Jr.  (VF : Thierry Desroses)  : Le professeur Sam Adekunle
- Joanne Whalley : Celia Adekunle (créditée Joanne Whalley-Kilmer)
- Sarah-Jane Fenton  (VF : Déborah Perret)  : Priscilla Fanshawe
- Maynard Eziashi : Vendredi, le domestique de Morgan Leafy
- Jeremy Crutchley : Dalmire
- Jackie Mofokeng : Hazel, la maîtresse de Morgan Leafy
- Daphne Greenwood : La duchesse